# Orçamento secreto
O orçamento secreto é uma prática legislativa brasileira iniciada em 2020 para destinação de verbas do orçamento público a projetos definidos por parlamentares sem a devida identificação. A caracterização como "secreto" surgiu na mídia, justamente, devido à falta de transparência quanto aos valores de cada repasse e dos nomes dos parlamentares envolvidos. Estima-se que o orçamento foi de cerca de 16 bilhões de reais em 2021 e terá valor similar em 2022.
O presidente da Câmara dos Deputados Arthur Lira (deputado federal por Alagoas e filiado ao Progressistas, PP) é considerado como um dos principais arquitetos da prática. Diferente das emendas parlamentares já existentes, não há divisão igualitária entre os congressistas na destinação do orçamento secreto, nem critérios estabelecidos para distribuição entre bancadas ou regiões do país. O orçamento secreto favoreceu a relação entre o governo Bolsonaro e o Centrão, permitindo maior governabilidade ao presidente. Levantamento do jornal O Globo, a partir de amostra do orçamento secreto, indica que os políticos mais beneficiados foram: Davi Alcolumbre (senador pelo Amapá, então filiado ao Democratas), Ciro Nogueira (senador pelo Piauí, filiado ao PP), Fernando Bezerra Coelho (senador por Pernambuco, filiado ao Movimento Democrático Brasileiro, MDB), Domingos Neto (deputado federal pelo Ceará, filiado ao Partido Social Democrático, PSD) e Arthur Lira. Somente 4% do orçamento foi destinado a parlamentares da oposição ao governo de Jair Bolsonaro@.
Em 2021, a ministra da suprema corte Rosa Weber suspendeu os repasses, que foram retomados após Weber voltar atrás em sua decisão, com a condição de que fosse dada maior transparência à prática. Apesar da decisão, não foi revelado qual parlamentar foi atendido em suas solicitações de destinação de verbas no orçamento e qual o destino do dinheiro em quase metade do valor total de dezembro de 2021, conforme esforço do relator-geral do orçamento, o senador pelo Acre Márcio Bittar (então filiado ao Partido Social Liberal, PSL), de preservar o nome dos parlamentares contemplados. Um artifício utilizado para tal fim é a nomeação de um "usuário externo" nos documentos oficiais. O "usuário externo" é o nome de um requerente de verbas para um município, que só serão liberadas mediante o apadrinhamento de um parlamentar, cujo nome pode ser mantido em sigilo. 

## Denúncias de corrupção
Diversas denúncias de corrupção com as verbas do orçamento secreto ganharam notoriedade nacional. As denúncias incluem superfaturamento na compra de tratores, de ônibus escolares e caminhões de lixo. As quantidades compradas são destinadas desproporcionalmente para redutos eleitorais de políticos influentes. Uma em cada cinco ambulâncias compradas, por exemplo, foi destinada para o Piauí, reduto de Ciro Nogueira, quase o dobro da quantidade destinada para o estado de São Paulo.
As primeiras prisões relacionadas a desvios do orçamento secreto ocorreram em outubro de 2022. Os irmãos Roberto e Renato Rodrigues de Lima foram presos pela Polícia Federal suspeitos de fraudar o Sistema Único de Saúde (SUS). A Operação Quebra Ossos identificou um número elevado de atendimentos médicos alegadamente feitos na cidade de Igarapé Grande, no Maranhão. O número de consultas médicas no município subiu de 123 mil por ano em 2018 para 761 mil em 2019, após a recepção de verbas do orçamento secreto. Em 2020, a cidade informou ter realizado 12,7 mil radiografias de dedo, superando o número de habitantes da cidade (11,5 mil). O município registrou uma média de dezenove extrações dentárias por habitante. A suspeita é que os dados informados na planilha enviada ao SUS pela cidade tenham sido falsificados para desviar verbas públicas. Os documentos de liberação da verba indicam que Roberto Rodrigues de Lima, um dos presos na operação, foi o responsável pela solicitação do montante na condição de "usuário externo"; dessa forma, o nome do parlamentar responsável pela liberação permanece oculto.
Em julho de 2024, o plenário do Tribunal de Contas da União (TCU) seguiu o entendimento da área técnica da Corte, que apontou supostas irregularidades no repasse de recursos federais ao município, e determinou que Ministério da Saúde verifique indícios de fraudes. No voto, o relator, ministro Vital do Rêgo, determinou que o Ministério da Saúde encaminhe um plano de ação ao TCU contendo as “ações a serem adotadas, os responsáveis por cada uma delas e os prazos para implementação quanto às medidas necessárias à mitigação dos riscos de fraudes”.
Relações da Companhia de Desenvolvimento dos Vales do São Francisco e do Parnaíba (Codevasf), comandada pelo "Centrão", com empreiteiras têm sido alvo de operações da Polícia Federal e de auditorias do TCU, desde que a estatal foi agraciada por um substancial aporte orçamentário: aos 9 bilhões de reais autorizados pelo governo Jair Bolsonaro,  somam-se mais R$ 2,1 bilhões provenientes de emendas parlamentares, com destaque para as emendas do relator (1,2 bilhão de reais apenas em 2022). Em Pernambuco, onde a superintendência regional da CODEVASF teria recebido 300 milhões em emendas do orçamento secreto, o TCU estima em um bilhão de reais o valor das fraudes em licitações em obras de pavimentação em função do estabelecimento de um "cartel do asfalto" . O agravante político seria o fato de que o Ministro relator do caso no TCU, Jorge Oliveira, considerado um amigo pessoal de Bolsonaro no órgão, teria contrariado o relatório técnico do próprio TCU que recomendava a suspensão dos contratos. Caso semelhante teria sido revelado pela Operação Odoacro, da Polícia Federal, no Maranhão: apontou-se que a empreiteira vice-líder em contratos com o Governo Jair Bolsonaro, a Construservice, vinha fraudando licitações, no montante de R$ 140 milhões, com a anuência de um servidor que recebia propina. Na Bahia, a Controladoria-Geral da União detectou sobrepreço de R$ 3,4 milhões em leilões de equipamento para obras hidráulicas.
Em 17 de setembro de 2024, a Procuradoria-Geral da República (PGR) denunciou os deputados do Partido Liberal Josimar Maranhãozinho, Pastor Gil e Bosco Costa por corrupção passiva e organização criminosa, em um esquema de desvio de recursos de emendas parlamentares. Os deputados são acusados de pressionar o então prefeito de São José de Ribamar a devolver mais de R$ 1 milhão, mas a operação não foi concretizada.

## Preocupação internacional
Em março de 2022, a organização independente Transparência Internacional enviou ao Grupo de Trabalho Antissuborno da OCDE um relatório sobre retrocessos recentes que estariam ocorrendo no combate à corrupção no Brasil. O monitoramento do caso brasileiro ocorre porque o Brasil é signatário da Convenção contra o Suborno Transnacional, da OCDE, desde o ano 2000. Dentre os retrocessos recentes, o "orçamento secreto" teve grande destaque, juntamente com a perda de autonomia por parte do Ministério Público Federal, da Polícia Federal, Receita Federal e do COAF. O orçamento secreto foi mencionado como um caso de "retrocesso na transparência do processo legislativo", juntamente com o afrouxamento da Lei de Improbidade Administrativa.
No mesmo ano, a organização do terceiro setor UNAC Coaliation , juntamente à Transparência Internacional, fez uma avaliação sobre o nível de comprometimento das autoridades brasileiras com relação à Convenção das Nações Unidas contra a Corrupção (UNCAC). A síntese dos resultados foi entregue à própria Controladoria-Geral da União (CGU), com a lista dos retrocessos brasileiros em relação àquela convenção internacional da qual o Brasil é signatário. Mais uma vez, o orçamento secreto teve destaque, porque teria sido uma "forma encontrada pelo Executivo e Legislativo para usar o orçamento como moeda de troca sem a mínima possibilidade de controle da sociedade e dos órgãos de fiscalização sobre o critério e destinação desses recursos".

## Declaração de inconstitucionalidade
No dia 15 de dezembro de 2022, o Supremo Tribunal Federal retomou o julgamento do orçamento secreto, quando a Ministra relatora, Rosa Weber, apresentou voto contrário à legalidade da prática, afirmando que esta era operada "à margem da legalidade". A sessão do dia 15 foi interrompida com o placar de 5 votos integralmente contra o orçamento secreto e 4 votos a favor da manutenção dada que fossem feitas alterações para aumentar a transparência do dispositivo; faltavam dois votos para encerrar o julgamento, marcados para o dia 19 de dezembro. Com a iminência da suspensão do orçamento secreto, um projeto de lei que promovia alterações nas RP-9 a fim de manter a prática foi votado na Câmara e no Senado no dia 20 de dezembro. O projeto foi aprovado com voto favorável de 328 deputados e 44 senadores, contando com o apoio dos principais partidos, inclusive o PT e o PL. Ainda assim, ao retornar o julgamento no STF, o ministro Ricardo Lewandowski votou pela inconstitucionalidade do orçamento secreto, formando maioria na corte.

## Continuidade no governo Lula
Apesar da decisão do STF, práticas semelhantes continuaram durante o governo Lula. Anteriormente, a prática era feita por meio das emendas chamadas de RP9; já o governo Lula passou a utilizar da rubrica RP2, a mesma que se utiliza para os repasses ministeriais. Mantém-se, porém, a indicação de destino das verbas pelo Congresso Federal, com falta de transparência e barganha entre o poder executivo e legislativo. O Ministério da Integração destinou 124 milhões de reais em 2023 para a Codevasf em Alagoas, controlada por João José Pereira Filho, primo de Arthur Lira. Entre os 10 prefeitos beneficiados, há mais dois primos de Lira.
Durante a aprovação da reforma tributária em julho, o Ministério da Saúde liberou 17,9 milhões de reais ao Hospital Veredas, em Maceió. A diretora financeira do hospital é Pauline Pereira, prima de Artur Lira e indicada por ele. Até aquele mês o Ministério já havia liberado 679 milhões, dos quais 29% foram para Alagoas.

## Emendas PIX
As emendas PIX (EC 105) surgiram em 2019 por meio de uma Proposta de Emenda à Constituição (PEC) apresentada pela deputada Gleisi Hoffmann (PT-PR), presidente do Partido dos Trabalhadores, e relatada pelo deputado Aécio Neves (PSDB-MG). Diferentemente do orçamento secreto, que foi considerado inconstitucional pelo Supremo Tribunal Federal em 2022, os recursos das "emendas individuais" são uma modalidade em que os autores das indicações são conhecidos. No entanto, de acordo com especialistas, o problema reside na falta de obrigatoriedade de prestação de contas sobre o destino desses recursos. Em março de 2023, o Tribunal de Contas da União (TCU) determinou que a responsabilidade pela fiscalização da regularidade dessas despesas recai sobre os órgãos locais, incluindo os tribunais de contas de cada região.
Conforme o texto, essas "emendas de transferência especial" têm as seguintes características: a) são repassadas diretamente ao município ou estado beneficiado, dispensando a necessidade de celebrar convênios ou instrumentos similares. Os valores são repassados inclusive para prefeituras inadimplentes com o governo federal; b) pertencem ao estado ou município assim que ocorre a transferência; c) são destinadas a programas escolhidos pelas prefeituras ou governos estaduais. Na época, os parlamentares justificaram essa medida como uma forma de simplificar o uso das emendas parlamentares e agilizar a liberação dos recursos.
Em quatro anos, as emendas somaram treze bilhões de reais, segundo a Transparência Brasil, o volume e a facilidade de acesso são inversamente proporcionais à transparência: entre 2020 e 2023, R$ 10,4 bilhões em emendas PIX não têm o destinatário final especificado na Lei Orçamentária Anual (LOA).
A ministra Rosa Weber, relatora de ações em julgamento no Supremo Tribunal Federal (STF) que contestam a constitucionalidade do orçamento secreto, disse que as chamadas "emendas Pix" são um "verdadeiro cheque em branco": "A transferência das titularidades desses valores realizada sem as condicionantes próprias, sem vinculação a qualquer programa governamental, caracteriza verdadeiro cheque em branco, expondo esses recursos à manipulação política".